# De drie kostgangers
De drie kostgangers is een hoorspel naar het toneelstuk The Three Lodgers (1965) van Norman Smithson. Ary van Nierop vertaalde het en de VARA zond het uit op zaterdag 13 januari 1968. De regisseur was Ad Löbler. De uitzending duurde 39 minuten.

## Rolbezetting
- Wam Heskes (Barend van Drimmelen)
- Dogi Rugani (mevrouw De Recht)
- Tine Medema (mevrouw Harkema)
- Paul van der Lek (meneer De Bruin)
- Jan Wegter (meneer Van Leeuwen)
- Joke Hagelen (Sara Jansen)

## Inhoud
Barend van Drimmelen zal zowat een half jaar gepensioneerd zijn geweest, toen de weduwe De Recht op een ochtend tegen hem zei dat ze een aardige jongeman voor hem wist, die naar een kamer uitkeek. Een extra centje zou Barend best kunnen gebruiken. Met z'n pensioentje deed ie niet veel. 'n Tientje in de week extra zou fantastisch zijn. Geld voor tabak, voor een pilsje 's zaterdags, voor een pilsje 's zondags en om zo nu en dan hier en daar naartoe te gaan. Ja, een aardige jongeman was eigenlijk precies wat 'ie nodig had. Aan de andere kant, je had er rare snuiters onder. Had 'ie niet in de krant gelezen van een jongeman die voor de rechter kwam, omdat 'ie alle meubels van z'n hospita verkocht had? Tot de kleinste kleinigheden toe! Dat zou hem ook kunnen overkomen. Stel je voor dat je een uurtje gaat wandelen en dat al je spullen foetsie zijn als je thuiskomt! Dat is toch geen geintje, niet? Dat bericht vervulde hem dus met enige zorg. "Maar," zei mevrouw De Recht, "daar behoeft u nou echt niet bang voor te zijn. Ik heb precies 't type voor u. Een aardige jongeman. Een schoolmeester." En zo kreeg Barend van Drimmelen de eerste van zijn "drie kostgangers"...